# جک کانرز (بازیکن فوتبال، زاده ۱۹۲۷)
جک کانرز (انگلیسی: Jack Connors; ۲۱ اوت ۱۹۲۷ – 2006 (aged 78)) بازیکن فوتبال اهل بریتانیا بود.
از باشگاه‌هایی که در آن بازی کرده‌است می‌توان به باشگاه فوتبال کوربی تاون و باشگاه فوتبال دارلینگتون اشاره کرد.